# Umpire
Als Umpire (von Mittelenglisch oumpere < noumpere < Anglonormannisch nounpier, nompere < non + per, „ungleich“ im Sinne von „unparteiisch“) bezeichnet man in einigen Sportarten einen Schiedsrichter.

## Im Baseball
- den plate-umpire und
- die base-umpires (eine weniger gebräuchliche Bezeichnung ist auch  field-umpires)

## Im Cricket
- den bowler's end umpire und
- den striker's end umpire bzw. square-leg umpire.

Im Cricket wechseln die Umpire nach jedem Over diese beiden Rollen.

## Im Football
Als Umpire bezeichnet man auch im American Football einen Schiedsrichter, der unter anderem für folgende Aufgaben zuständig ist:
- Kontrolle der Spielerausrüstungen
- Unerlaubter Körperkontakt vor dem Snap
- Fehlstarts
- Unvollständige Pässe oder Pässe, die erst gefangen werden, nachdem sie den Boden berührt haben
- Platzierung des Balles nach jedem Spielzug

## Segeln
Im Segelsport bezeichnet man international anerkannte Schiedsrichter, die beim Match Race und beim Team Race auf dem Wasser eingesetzt werden, als International Umpires. Ihre Aufgabe ist es, über die Berechtigung von Protesten der Gegner unmittelbar und sofort, also auf dem Wasser, zu entscheiden. Da ihre ohne Verzug zu treffenden Entscheidungen meistens rennentscheidend sind, können nur qualifizierte Umpires diese Arbeit auf höchstem Niveau sicherstellen.